# Plataea dulciaria
Plataea dulciaria är en fjärilsart som beskrevs av Augustus Radcliffe Grote 1880. Plataea dulciaria ingår i släktet Plataea och familjen mätare. Inga underarter finns listade i Catalogue of Life.